# 司法院大法官
司法院大法官，是中華民國依照《中華民國憲法》於最高司法機關司法院中所設置，具有「解釋憲法」、「統一解釋法律及命令」之職務、審理「政黨違憲解散案」及「總統、副總統彈劾案」權限之職位。原本係於《中華民國憲法》第79條中規定設立之基礎，後於《中華民國憲法增修條文》第5條明定：「司法院設大法官十五人，並以其中一人為院長、一人為副院長，由總統提名，經立法院同意任命之」。
司法院大法官屬於憲法法庭上的法官，同樣受到《中華民國憲法》第81條之保障，司法院大法官於司法院釋字第601號解釋中便已經對此加以闡明。根據《法官法》規定，司法院大法官也屬於該法所稱之法官，原則上受到該法之規範，僅於例外情況下排除該法之適用，例如無法官資格之大法官，不適用關於終身職之規定。

## 任命資格
根据《司法院組織法》第四條第一項之規定，司法院大法官應具備下列資格之一：
1. 曾任實任法官十五年以上而考績卓越者。
2. 曾任實任檢察官十五年以上而考績卓越者。
3. 曾實際執行律師業務二十五年以上而聲譽卓越者。
4. 曾任教育部審定合格之大學或獨立學院專任教授十二年以上，講授法官法第五條第四項所定主要法律科目八年以上，有專門著作者。
5. 曾任國際法庭法官或在學術機關從事公法學或比較法學之研究而有權威著作者。
6. 研究法學，富有政治經驗，聲譽卓越者。

具有前項任何一款資格之大法官，其人數不得超過總名額三分之一。第一項資格之認定，以提名之日為準。

## 任命程序
依據《中華民國憲法增修條文》第5條規定而產生。
司法院設大法官15人，並以其中一人為院長、一人為副院長，由總統提名、經立法院同意任命之。（自民國92年起實施，不適用憲法第79條之規定。）
大法官任期八年，不分屆次，個別計算，不得連任。但並為院長、副院長之大法官，不受任期之保障。宣誓就職時由總統擔任監誓人。

## 職權
大法官必須超出黨派以外，獨立行使職權，不受任何干涉。並組成憲法法庭，審理其職權之案件，主要審理以下七類：
1. 法規範憲法審查及裁判憲法審查案件。
2. 機關爭議案件。
3. 總統、副總統彈劾案件。
4. 政黨違憲解散案件。
5. 地方自治保障案件。
6. 統一解釋法律及命令案件。
7. 其他法律規定得聲請司法院解釋。但其聲請仍應依其性質，分別適用本法所定相關案件類型及聲請要件之規定。

兼任院長之大法官為總統、副總統宣誓就職監誓人，其餘大法官則為立法院院長、副院長和立法委員宣誓就職監誓人。

### 大法官會議（1948－2021）
大法官會議為1993年以前司法院中，由司法院大法官以合議之方式審理司法院解釋憲法與統一解釋法律及命令等「大法官解釋」案件之會議。
嚴格來說，「大法官會議」僅於1948年至1993年間為解釋憲法與統一解釋法律及命令的主體，1993年後至2021年解釋的主體係「司法院大法官」。按大法官解釋法源依據凡三變，1948年至1958年係根據《司法院大法官會議規則》、1958年至1993年係根據《司法院大法官會議法》、1993年至2021年根據《司法院大法官審理案件法》。
由於在前二部法令時期，法源規定係由「大法官會議」掌理司法院解釋憲法及統一解釋法律與命令之事項；惟至1993年《司法院大法官審理案件法》公佈後，法令修改為由「司法院大法官」以會議方式合議審理司法院解釋憲法與統一解釋法律及命令之案件。因此，舊制所謂的「大法官會議」，僅指由司法院大法官以合議之方式召開之會議，而並非實際存在「大法官會議」此一機關；然一般民眾或習於舊稱，仍常沿「大法官會議」之名稱。

### 憲法法庭（2022年起）
《司法院大法官審理案件法》原規定僅政黨違憲案件由全體大法官組成憲法法庭審理；其他案件仍以會議方式決議。嗣後於2019年1月4日總統令公布之《憲法訴訟法》在2022年1月4日實施，原大法官全體審查會與憲法法庭整合並機關化，大法官解釋改稱為憲法法庭之判決或裁定，大法官會議則走入歷史。

## 現任大法官
依《中華民國憲法增修條文》第五條第二項規定，從2003年起，司法院大法官任期改為八年，不分屆次，個別計算，並不得連任。
| 姓名   | 提名   | 同意/反對 | 就任日期      | 法定離任日期  | 經歷 | 出身   | 專業                             | 備註         |
| ------ | ------ | --------- | ------------- | ------------- | --- | ------ | -------------------------------- | ------------ |
| 謝銘洋 | 蔡英文 | 71/0      | 2019年10月1日 | 2027年9月30日 | 1. 國立臺灣大學法律學院教授、兼任教授（-2019）、（2019-） 2. 執業律師（1980–1983） 3. 國立臺灣大學法律學院院長（2012–2015） 4. 台灣法學會理事長（2017–2018） 5. 台灣智慧財產法學會理事長（2018–2019） | 學者   | 智慧財產法                       | 並為代理院長 |
| 呂太郎 | 蔡英文 | 68/1      | 2019年10月1日 | 2027年9月30日 | 1.司法院秘書長（2016–2019） 2.法官學院院長（2013–2016） 3.臺灣高等法院法官（2001–2011） 4.臺灣南投地方法院院長（2003–2005） 5.司法院人事處處長（1998-2001） 6.臺灣臺中地方法院法官（1993–1998） 7.臺灣彰化地方法院法官（1992–1993） 8.臺灣臺中地方法院檢察署檢察官（1987–1992） | 法官   | 民事訴訟法                       |              |
| 楊惠欽 | 蔡英文 | 67/3      | 2019年10月1日 | 2027年9月30日 | 1.高雄高等行政法院院長（2015–2019） 2.懲戒法院職務法庭法官（2012–2015） 3.最高行政法院法官（2005–2008，2009–2015） 4.臺灣高雄地方法院法官（1996–2000） | 法官   | 行政法                           |              |
| 蔡宗珍 | 蔡英文 | 71/0      | 2019年10月1日 | 2027年9月30日 | 1.國立臺灣大學法律學院兼任教授(2019/10/01–) 2.考選部部長（2016/05/20–2019/09/30） 3.國立臺灣大學法律學院專任教授(2010/08/01–2019/09/30)、副教授(2004/08/01–2010/07/31) | 學者   | 公法                             |              |
| 蔡彩貞 | 蔡英文 | 62/3      | 2023年10月1日 | 2031年9月30日 | 1.最高法院審判長（2020–2023） 2.中華民國女法官協會理事長（2023–） 3.臺灣士林地方法院院長（2016–2020） 4.司法院刑事廳廳長（2014–2016） 5.最高法院法官（2005–2014） 6.司法院刑事廳副廳長（2002–2005） 7.臺灣高等法院法官、庭長（1999–2002；2008–2009） 8.臺灣臺南、新竹、新北、臺北等地方法院法官（1984–1999） | 法官   | 刑事訴訟法                       |              |
| 朱富美 | 蔡英文 | 62/1      | 2023年10月1日 | 2031年9月30日 | 1.監察院秘書長（2020–2023） 2.最高檢察署主任檢察官、檢察官（2008–2020） 3.行政院交通環境資源處處長（昔第三組組長）（2000–2008） 4.總統府第一局副局長（1999–2000） 5.臺灣高等檢察署檢察官（2001–2008） 6.調行政院辦事檢察官（2000–2008） 7.桃園、臺北地檢署主任檢察官（1994–1999） 8.調法務部辦事檢察官（1992–1994） 9.司法官學院司法官班第38、55、56期偵查實務講座 10.檢察事務官、調查員刑事證據法及特別刑法講座 11.法務部刑法修正委員會委員 12.交通部法規委員會委員 | 檢察官 | 刑事訴訟法、刑事證據法、特別刑法 |              |
| 陳忠五 | 蔡英文 | 63/1      | 2023年10月1日 | 2031年9月30日 | 1.國立臺灣大學法律學院兼任教授（2023–） 2.國立臺灣大學法律學院專任教授（2007–2023） 3.國立臺灣大學特聘教授（2011–2023） 4.行政院國家科學及技術委員會法律學門召集人（2015–2017） 5.中央研究院法律學研究所學術諮詢委員（2017–） 6.法務部民法債編研究修正委員（2017–2022） 7.法務部民法物權編研究修正委員（2013–2019） | 學者   | 民法、消費者保護法               |              |
| 尤伯祥 | 蔡英文 | 64/1      | 2023年10月1日 | 2031年9月30日 | 1.義謙法律事務所主持律師（2005–2023） 2.民間司法改革基金會執行委員、常務執行委員及董事（1999–2023） 3.臺北市律師公會理事（2005–2011、2014-2017） 4.臺北市律師公會秘書長（2011–2012） 5.臺北市律師公會監事（2017–2020） 6.臺北市律師公會理事長（2020–2022） 7.台灣刑事辯護律師協會理事長（2017–2021）、理事（2021–2023） 8.中華民國律師公會全國聯合會律師研習所執行長（2014） 9.全國律師聯合會刑事程序法委員會主任委員（2023） 10.台灣冤獄平反協會常務理事（2021–2023） 11.台灣法學會理事長（2023） 12.財團法人法律扶助基金會覆議委員（2000–2019）13.檢察官評鑑委員會委員（2016–2018） 14.司法改革國是會議委員（2017） 15.促進轉型正義委員會兼任委員（2018–2020） 16.臺灣高等法院刑事補償事件求償審查委員會委員（2021–2022） 17.考選部律師考試審議委員會委員（2022） 18.律師懲戒覆審委員會委員（2022） 19.司法院律師申請轉任法官書狀審查委員（2022） | 律師   | 釋憲聲請及民法、刑法、行政訴訟法 |              |

## 大法官紀錄

#### 時間、年齡紀錄
- 在任時間最長的大法官：翁岳生（1972年就任、2007年卸任，在任長達35年）
- 就任時最年輕男性大法官：翁岳生（1972年就任時40歲）
- 就任時最年輕女性大法官：許玉秀（2003年就任時47歲）

#### 特殊紀錄
- 中華民國憲政史上首位女性大法官：張金蘭（1967年8月就任）
- 首位由行政院副院長出任的大法官：賴英照（2007年就任）
- 首位由監察委員轉任的大法官：黃越欽（1999年就任）
- 首位由律師「直接」轉任的大法官：黃虹霞[3]
- 2003年取消大法官連任規定後，首位回任的大法官：許宗力（2003年－2011年在任；2016年－2024年回任，並為司法院院長）

## 歷任大法官任職時間表
1997年，國民大會進行第四次修憲，訂定自2003年起，司法院院長及副院長須由大法官兼任。在此之前，司法院院長及副院長為專任職位，任職者並不具大法官身分。為易於理解歷史脈絡，曾任大法官，後轉任司法院院長及副院長者，仍一併列入時間表內供參考。

## 延伸阅读
- 國家政策研究基金會，從立法院同意權看大法官提名
- 三民書局編輯部，《大法官會議解釋彙編》，三民書局2007年1月出版，ISBN 9571446688

## 外部連結
- 憲法法庭 （页面存档备份，存于）
- 憲法訴訟法 （页面存档备份，存于）
- 司法院組織法.全國法規資料庫.民國 108 年 12 月 31 日